# Ходулі

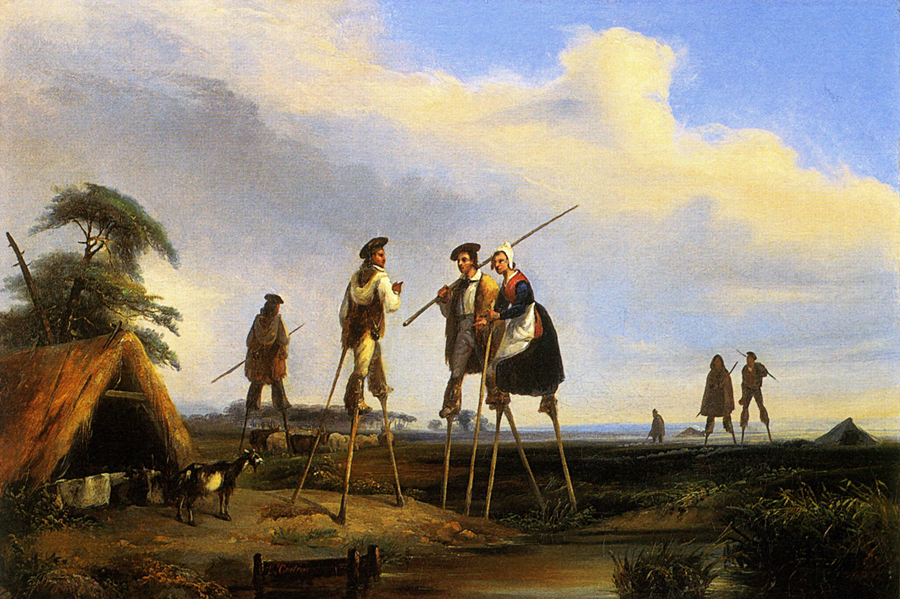
Картина Жана-Луї Жинтрака Французькі пастухи на хідлях

Хідлі (однина — хідля) або ди́би (однина — ди́ба), зменш. диби́ці — прямі палиці з прикріпленими до них на певній висоті платформами для ніг, які використовують для ходьби. Висота хідль варіюється від кількох десятків сантиметрів до двох з половиною метрів.

## Історія використання
Ходіння на хідлях відомо з глибокої давнини. Перші згадки даються VI ст. до н. е. у Стародавній Греції. Раніше хідлі використовували в Південній Америці при переході річок. У Бірмі дітей з п'ятирічного віку вчили на них ходити, щоб переміщатися під час паводків.
Взагалі ж хідлі отримали розвиток у Франції: у гасконських ландах, де вода застоюється і утворює непрохідні для пішохода болота, хідлі були для сільського населення непоганим транспортним інструментом, який ще й до того збільшував горизонт спостереження, що було дуже цінним для пастухів. У середні XIX століття в місті Намюрі з 1411 року проводилися змагання-бої на хідлях між двома таборами, на які ділилися жителі цього міста; бій відбувався на великій площі перед ратушею, причому зміст полягав у тому, що учасники намагалися збити противника з ніг ударами хідль по хідлях.

## Види хідль

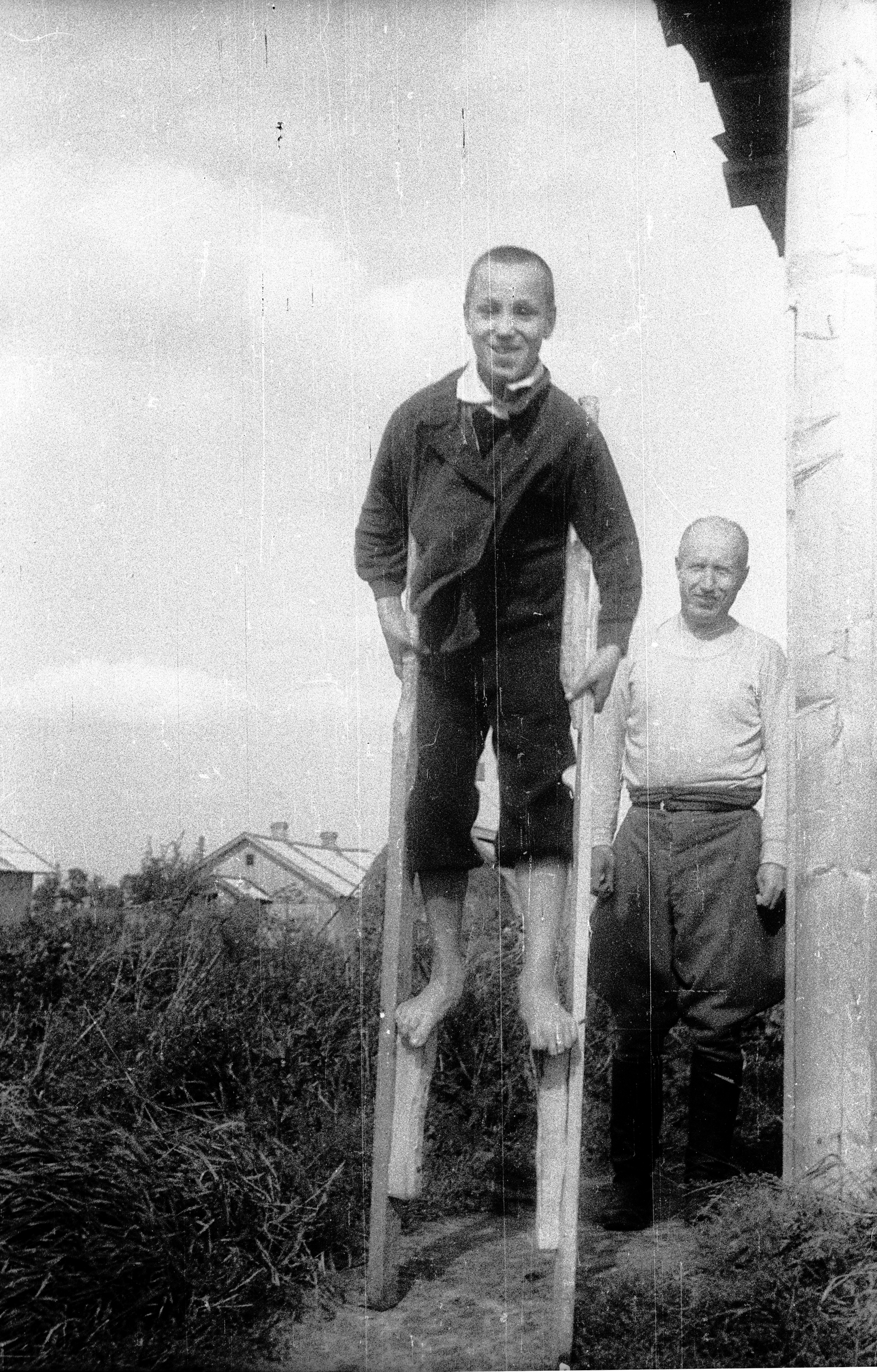
Хлопчик на хідлях. Смоленськ, 1952 рік.

## Хідлі в Україні
Зараз в Україні діє три театри на хідлях: Перший дитячий театр на хідлях «ШИК» , євпаторійський «Шоу Велетнів» та київський «Platz Art». Найрізноманітніший та найпопулярніший шоубалет і фаєр шоу на хідлях «Liumanov show» у Києві. 
У Києво-Могилянському театральному центрі «Пасіка» проводиться також навчання хідлевої техніки, окремі вуличні вистави містять великі фрагменти хідлевих дійств.

## Сучасне використання
Зараз хідлі використовують для різних цілей: у сфері розваг, як інструменту, що дозволяє виконувати певні види робіт, а також як хобі та відпочинкова активність.

### Розваги
У багатьох країнах хідлі використовують на фестивалях, парадах, вуличних подіях та корпоративних святкуваннях.
Місцеві фестивалі в Ангіано(Ла-Ріоха, Іспанія) мають в прогармі танці на холулях крізь узвіз із багатьма сходинками. Також на початку червня хідлеві фестивалі проводяться у Девентері (Нідерланди) та в Намюрі(Бельгія).

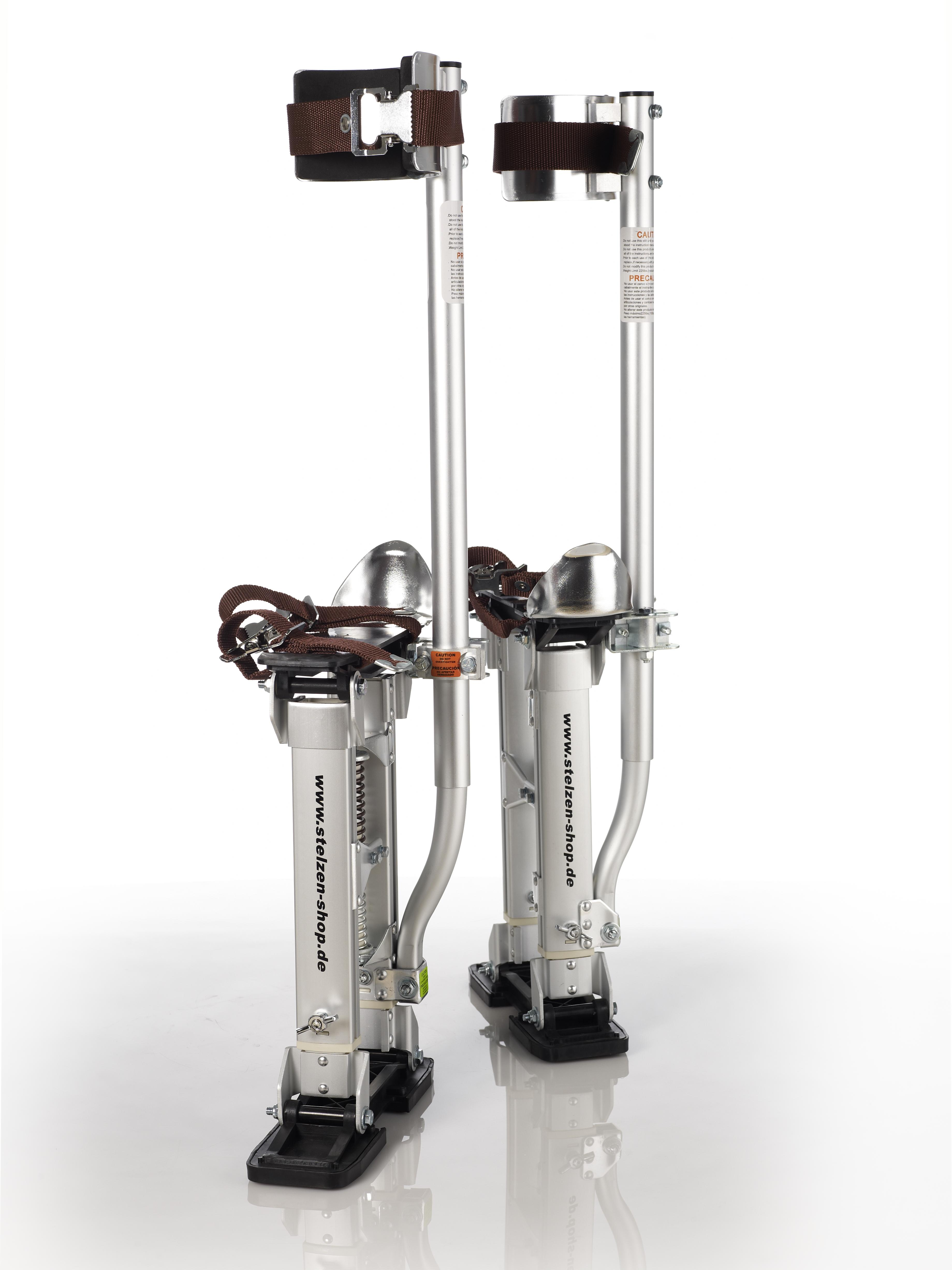
Робочі хідлі для тинькувальних робіт (Drywall Stilts)

Раніше на святкуваннях хідлі були переважно лише складовою костюму дуже високої людини. Як правило вони прикривалися штанами чи спідницями. Віднедавна ж концепцію костюмів розширили і з'явилася величезна кількість хідлевих костюмів ніяк не пов'язаних із персонажем високої людини. Зокрема це і різноманітні рослини, тварини, абстрактні символи.
Один із найновіших варіацій хідлевих дійств це їзда на хідлевому велосипеді. Від звичайного він відрізняється подовженими підсідельною та рульовою трубами.

### Робота
Алюмінієві хідлі широко використовують каліфорнійські фруктові фермери для збору урожаю персиків, абрикос і слив. Раніше хідлі також використовували для миття великих вікон, лагодження солом'яних дахів, інсталяцій чи розпису високих стель. Зараз їх найчастіше використовують у тинькувальних, фінішних малярських роботах та під час монтажу підвісних стель.

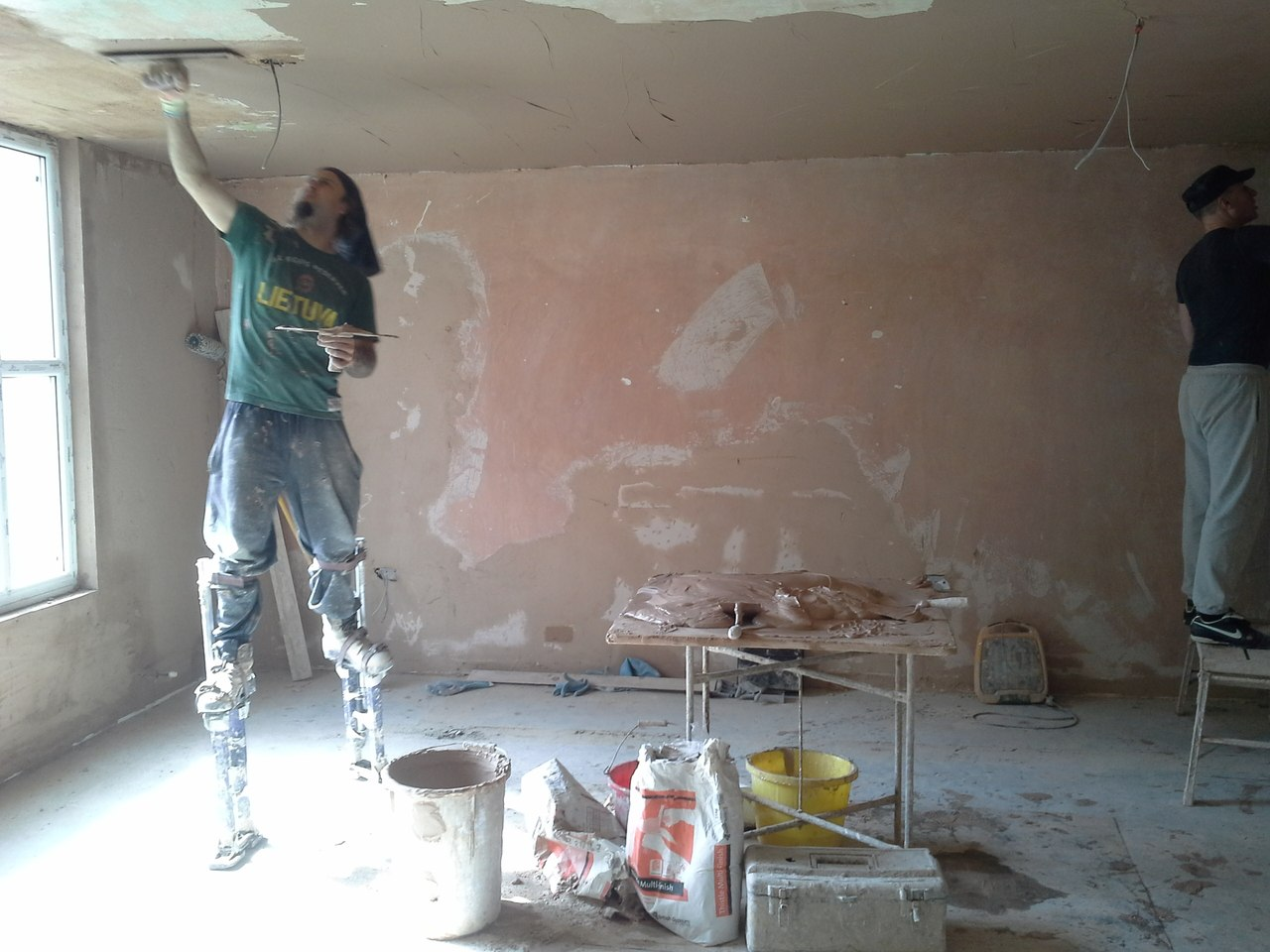
Тинькар на робочих хідлях в Лондоні. 2014 р.

### Рекреація
Хідлі купують для дітей як розвивальну іграшку-навичку, оскільки на різних літніх фестивалях проводять майстер-класи та циркові школи.

## Рекорди
- У 1891 Сільвен Дорнон з Франції, пройшов на хідлях із Парижа до Москви за 58 днів.[5]
- У 2007 році Ніл Сойтер взяв участь Grand Rapids Marathon на хідлях.[6]
- У 2008 році Рой Меллой з Австралії, після кількох спроб, зробив п'ять кроків на найвищих хідлях у світі заввишки 17 метрів (56 футів.[7]